# Amy Beach
Amy Marcy Cheney Beach (Henniker, Nuevo Hampshire, 5 de septiembre de 1867-Nueva York, 27 de diciembre de 1944) fue una compositora y pianista estadounidense. Fue una de las primeras compositoras de la historia de Estados Unidos de América.

## Biografía
En la granja en que vivía su familia, pese a su modestia, había un piano, ya que su madre era una talentosa pianista y cantante y su abuela cantaba en el coro de la iglesia. 
Con solo un año Amy ya tarareaba muchas melodías con precisión y en la tonalidad en la que las había oído originalmente. Al cantar estas melodías tanto su madre como su abuela, cualquier cambio respecto a la primera escucha enfadaba a Amy, y esta les ordenaba que cantaran «limpio». También era habitual que se enfadara cuando le cantaban una canción que no quería oír. Su concentración a la hora de escuchar música era extraordinaria y pasaba horas escuchando a su madre tocar el piano o cantar. Al principio esta le prohibió tocar porque pensaba que era demasiado pronto para que se iniciara en el piano y que aquello podía causarle un rechazo en un futuro, además de que no querían que fuera una niña prodigio. Mientras tanto ella se limitó a aprender melodías y cantarlas acompañándose de un teclado imaginario. 
Aprendió a leer a la edad de tres años, lo cual le facilitó para empezar a componer desde muy pequeña, y a sus cuatro años se inició con el piano, todavía con la oposición de su madre pero con el apoyo de su tía. La primera obra que tocó fue un vals de Strauss que había aprendido escuchando a su madre. Cuando esta la quería castigar, le prohibía acceder al instrumento durante un tiempo o tocaba algo en el modo menor, cosa que ponía muy triste a Amy. Con 4 años compuso sus primeras piezas de piano, unos valses. Amy tenía oído absoluto y sinestesia: atribuía colores diferentes a cada tonalidad. Empezó a recibir clases formales de piano con su madre a la edad de seis años, y un año más tarde tocaba obras de Händel, Mozart, Mendelssohn, Beethoven y Chopin. También recibió la educación general en casa, ya que su madre prefirió eso a enviarla a un colegio. Un poco después empezó a tocar obras de Bach, de quien le gustaban especialmente las fugas, pero su favorito era Beethoven. El tamaño de sus manos era muchas veces un problema y tenía que omitir algunas notas al tocar. Fue en esta época cuando Amy empezó a dar algunos recitales. Después de un recital en Boston la contactaron varios productores que habían quedado fascinados por su talento a tan temprana edad. A partir de ese momento su madre no quiso que diera más recitales y no dejó que los productores la explotaran.
En 1875, debido a un nuevo empleo del padre, la familia se mudó a Chelsea, un suburbio de Boston. Aquí les aconsejaron llevar a Amy a un conservatorio europeo por su notable talento. Sus padres prefirieron contratar a Ernst Perabo y a Carl Baermann para que le diesen clases de piano. En los campos más teóricos de la música prefirió ser autodidacta hasta que cuando tenía catorce años conoció a Junius W. Hill, con quien estudió armonía y contrapunto durante un año. A Amy le gustaba experimentar con su música y siempre prefería crear que seguir los pasos de los demás. Después de estudiar el resto de asignaturas durante seis años en casa, su madre la inscribió en un colegio privado. Aquí sus asignaturas favoritas estaban relacionadas con las artes y las ciencias, además de gustarle los idiomas como el francés y el alemán. 
En 1883 hizo su debut en uno de los teatros con más reputación de Boston tocando el Rondó en Mi bemol mayor de Chopin y el Concerto No. 2 en Sol menor de Ignaz Moscheles. La orquesta la dirigió Adolf Nuendorff y el concierto hizo que Amy ganara reconocimiento y que tuviera futuros conciertos. Poco después apareció como solista con la Orquesta Sinfónica de Boston y entre 1883 y 1885 se convirtió en una artista de prestigio.
El 2 de diciembre de 1885 contrajo matrimonio con el doctor Henry Harris Aubrey Beach, un cirujano de Boston que era viudo, 24 años mayor que ella y cantante aficionado. A Beach no le entusiasmaba la idea de que Amy diera conciertos públicos y los restringió únicamente a cuando fueran necesarios. A pesar de que prefería ver a Amy como su mujer más que como artista, la animó a componer su propia música, y así compuso música de cámara, música coral, cantatas y música de iglesia durante este tiempo. 
Su primer gran éxito fue la Misa en Mi bemol mayor, que se interpretó en 1892 por la Handel and Haydn Society y que fue muy bien recibida por los críticos y por el público. A esta le siguieron obras como Eilende Wolken y su primera sinfonía, la Sinfonía Gaélica, que terminó de componer en 1896. Esta sinfonía estaba influida por la tradición irlandesa y fue compuesta en la ciudad de Boston, lugar donde había una comunidad irlandesa y donde se conserva la casa donde habitaron los Beach. Fue la primera sinfonía compuesta e interpretada por una mujer americana y se volvió muy popular. Fue encargada por la comisión organizadora de la Exposición Mundial Colombina de Chicago para componer una obra coral (Festival Jubilate, op. 17) para la apertura del Edificio de la Mujer.
Después de la muerte de su marido en 1910, realizó una gira por Europa como compositora e intérprete durante 1911 y 1914. Adquirió mucha fama y su Sinfonía Gaélica se volvió muy conocida en Europa. Regresó a Estados Unidos en 1914 al estallar la Primera Guerra Mundial y decidió asentarse en Nueva York para el resto de su vida. Dedicó los inviernos a hacer giras y los veranos a componer en su casa de campo en Massachusetts. Tocó para iglesias y escribió obras para la Chamber Music Society de San Francisco. Una de estas, Theme and variations for flute and string quartets, se hizo muy famosa. En 1915 escribió "Diez Mandamientos para Jóvenes Compositores" según sus vivencias.  
En 1925 fue nombrada vicepresidenta de la Sociedad Americana de Mujeres Compositoras. En 1932 escribió su primera ópera, Cabildo, ópera en un acto.
Falleció en su casa de Nueva York por una enfermedad crónica. En general, sus composiciones tienen un carácter apoyado en la tradición clásica-romántica, a menudo comparado con el de Brahms, aunque también se observan influencias de Wagner, Liszt e incluso Debussy. Tras su muerte fue olvidada con el tiempo hasta que en 1990 se recuperó su obra y se remarcó  la valentía de Amy en una época de fuerte misoginia en la que la composición musical era un campo mayoritariamente dominado por los hombres.